# Johann Christoph Handke

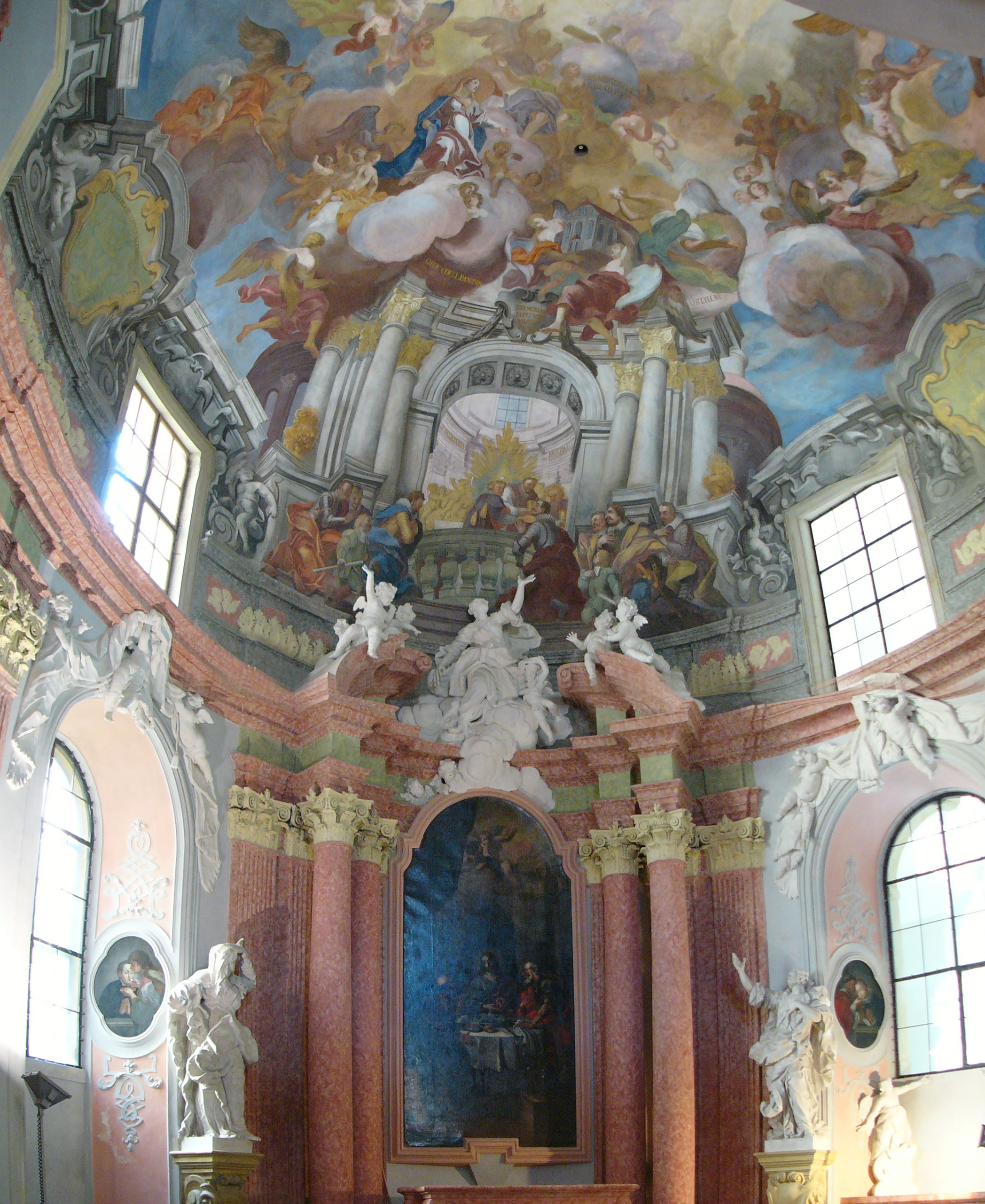
Uniwersytecka kaplica Bożego Ciała w Ołomuńcu

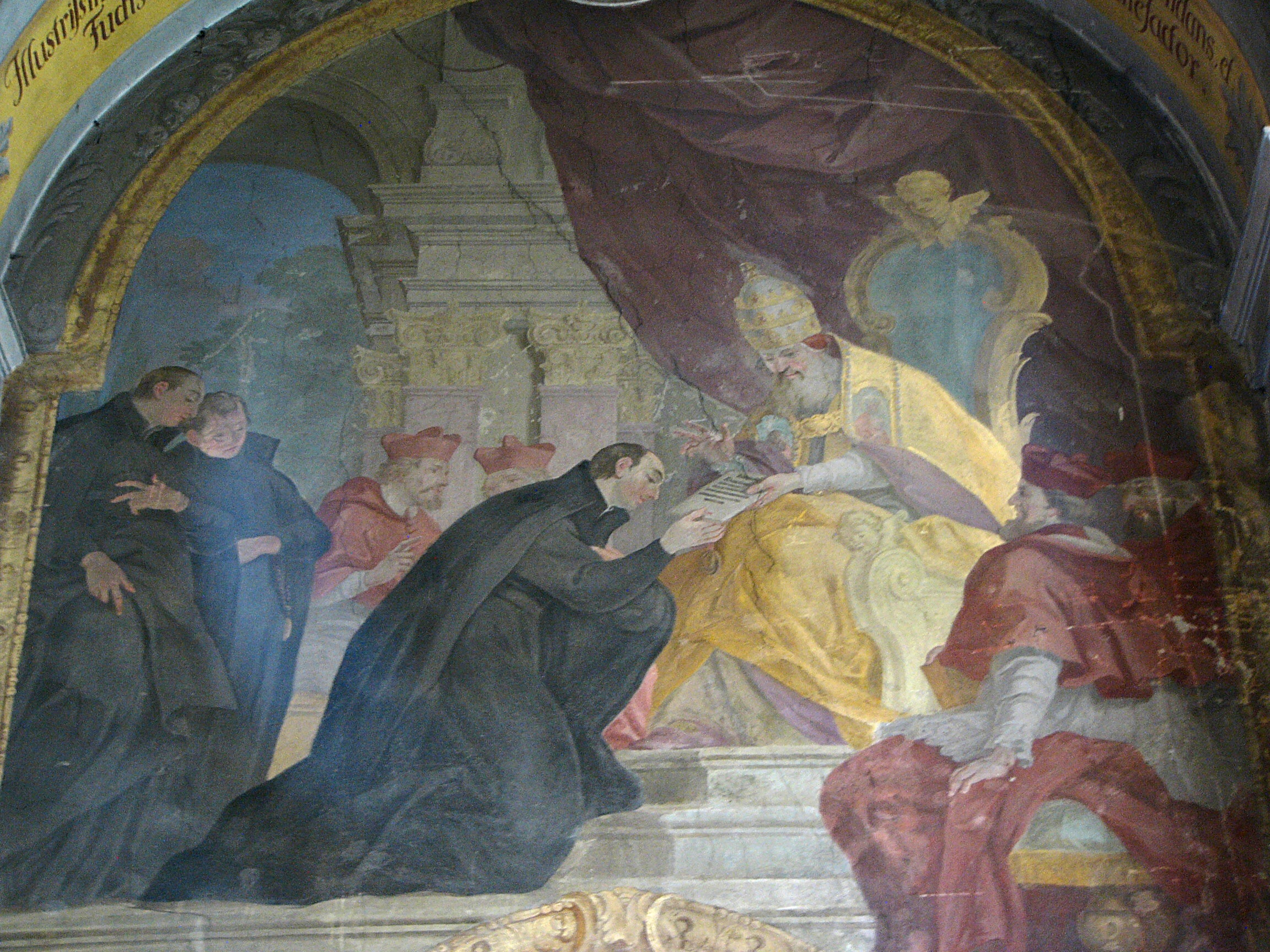
Regimini militantis Ecclesiae w kościele Marii Panny Śnieżnej w Ołomuńcu

Johann Christoph Handke (ur. 18 lutego 1694 w Janovicach koło Rýmařova, zm. 31 grudnia 1774 w Ołomuńcu) – malarz barokowy.
Uczeń malarzy J. D. Langera z Bruntálu i Christiana Davida z Moravskiej Třebovej. Od 1714 pracował w pracowni F. Nabotha w Ołomuńcu, a po jego śmierci poślubił wdowę po nim. Od 1722 obywatel Ołomuńca, gdzie mieszkał do śmierci. Był trzykrotnie żonaty i pozostawił liczne potomstwo. Handke był twórcą fresków i obrazów sztalugowych w licznych kościołach Moraw, Śląska i Czech.
Uczniem jego był Johann Franz Hoffmann.

## Główne prace
- Kaplica Nawiedzenia Panny Marii (Pod lipkami) w Rymarzowie,
- Aula Leopoldina we Wrocławiu – 1732,
- Aula Muzyczna (Oratorium Marianum) we Wrocławiu – 1733, zniszczone w 1945,
- Kościół Marii Panny Śnieżnej w Ołomuńcu
- Uniwersytecka kaplica Bożego Ciała w Ołomuńcu – 1728[1],
- Kościół na Svatym Kopečku koło Ołomuńca
- pałac w Velkich Losinach.